# Mark Boog
Mark Boog (Utrecht, 24 september 1970) is een Nederlandse dichter en romanschrijver.

## Biografie
Boog studeerde korte tijd kunstmatige intelligentie in zijn geboorteplaats Utrecht en werkte daarna even bij de PTT. In 1995 debuteerde hij als dichter in het tijdschrift De Appel. Daarna was hij actief in een schrijverscollectief dat onder meer het tijdschrift Mondzeer en de Reuzenkreeft uitgaf. In 2000 verscheen Boogs eerste dichtbundel Alsof er iets gebeurt (Meulenhoff), waarmee hij de C. Buddingh'-prijs won. In 2006 won hij de VSB Poëzieprijs voor zijn bundel De encyclopedie van de grote woorden.
In 2001 debuteerde Boog als romanschrijver met de roman De vuistslag (Meulenhoff). In de hierop volgende jaren volgden dichtbundels en romans elkaar in hoog tempo op. Boog publiceert bovendien in literaire tijdschriften als Hollands Maandblad en De Gids en treedt af en toe op. Hij is een deelnemende dichter aan De Letters van Utrecht.
Boogs werk wordt gekenmerkt door een combinatie van alledaagsheid en wanhoop. Dit geldt zowel voor zijn taalgebruik als voor zijn onderwerpskeuze. Door critici is de toon van zijn werk vergeleken met zeer uiteenlopende schrijvers als Gerard Reve en Arjen Duinker. 
Mark Boog heeft een vrouw en vier kinderen.

## Prijzen
- C. Buddingh'-Prijs voor nieuwe Nederlandse poëzie, 2001
- VSB Poëzieprijs voor bundel De encyclopedie van de grote woorden, 2006